# Miguel Martinez
Miguel Martinez (Fourchambault, 17 gennaio 1976) è un ex mountain biker, ciclocrossista e ciclista su strada francese.
Specialista nel cross country, è stato campione olimpico ai Giochi della XXVII Olimpiade di Sydney del 2000 e medaglia di bronzo ad Atlanta 1996, campione del mondo Under-23 nel 1997 e 1998 ed Elite nel 2000 e ha vinto la coppa del mondo nel 1997 e nel 2000. Nel 1996 fu medaglia d'oro ai Campionati del mondo di ciclocross Under-23.
È figlio di Mariano Martínez, nipote di Martin Martínez e di Raphaël Martinez, zio di Yannick Martinez, e padre di Lenny Martinez.

## Carriera
Nel 2002 passò professionista su strada nella Mapei-Quick Step, partecipando al Tour de France in cui terminò quarantaquattresimo. Nel 2003, con la maglia della Phonak, vinse la classifica scalatori al Tour Méditerranéen, terminando ottavo nella generale. Tornò all'attività su strada nel 2008, dopo l'addio all'agonismo del 2006, con l'Amore e Vita-McDonald's, con cui ottenne la sua unica vittoria, la terza frazione del Tour de Beauce.

## Palmarès

### Strada
- 2008 (Amore e Vita-McDonald's, una vittoria)

3ª tappa Tour de Beauce (Saint-Georges > Monte Mégantic)

#### Altri successi
- 1993

Grand prix de la Brasserie
- 1998

Ruban Nivernais Morvan
- 2000

GP Cementizillo
- 2003 (Phonak)

Classifica scalatori Tour Méditerranéen
- 2007

Criterium di Villapourçon

### Ciclocross
- 1992-1993

Campionati francesi, Prova Juniores
- 1993-1994

Campionati francesi, Prova Juniores
- 1994-1995

Lapalisse
Azencross, (Loenhout), Prova Juniores
- 1995-1996

Campionati francesi, Prova Under-23
Campionati mondiali, Prova Under-23
Carnetin
- 1996-1997

Cyclo-cross Open International de Dijon (Dijon)
- 1997-1998

Campionati francesi, Prova Elite
Châteaubernard
- 1998-1999

Val Joly
St. Herblain
- 2005-2006

Montvaltin

### Mountain bike
- 1994

Campionati europei, Cross country Juniores
Campionati mondiali, Cross country Juniores
- 1996

Campionati francesi, Cross country
4ª prova Coppa del mondo, Cross country (Mount Helen)
5ª prova Coppa del mondo, Cross country (Bromont)
Campionati europei, Cross country Under-23
9ª prova Coppa del mondo, Cross country (Kristiansand)
- 1997

Campionati del mondo, Cross country Under-23
5ª prova Coppa del mondo, Cross country (Špindlerův Mlýn)
7ª prova Coppa del mondo, Cross country (Mont-Sainte-Anne)
9ª prova Coppa del mondo, Cross country (Houffalize)
Classifica finale Coppa del mondo, Cross country
Campionati europei, Cross country Under-23
5ª tappa Tour de France
7ª tappa Tour de France
- 1998

Campionati del mondo, Cross country Under-23
1ª tappa Tour de France (Roc d'Azur)
2ª tappa Tour de France
5ª tappa Tour de France
7ª tappa Tour de France
5ª tappa Tour de France
Classifica generale Tour de France
- 1999

Campionati europei, Cross country
1ª prova Coppa del mondo, Cross country (Napa Valley)
- 2000

5ª prova Coppa del mondo, Cross country (Sarentino)
Classifica finale Coppa del mondo, Cross country
Campionati europei, Cross country
Giochi della XXVII Olimpiade, Cross country
- 2001

2ª prova Coppa del mondo, Cross country (Sarentino)
6ª prova Coppa del mondo, Cross country (Leysin)
- 2004

Roc d'Azur
- 2005

GP Citta di Grotte di Castro
- 2006

Gouveia
Barcellona
- 2013

Alpago Trophy
- 2014

Kutna Hora
Volpago del Montello
2017
Campionati francesi, Marathon

#### Altri successi
- 1997

Coppa del mondo Elite
- 2000

Coppa del mondo Elite

## Piazzamenti

### Grandi giri
- Tour de France

2002: 44º

### Classiche
- Liegi-Bastogne-Liegi

2003: 84º

### Competizioni mondiali
- Coppa del mondo di mountain bike

1995 - Cross country: ?
1996 - Cross country: ?
1997 - Cross country: vincitore
1998 - Cross country: 2º
1999 - Cross country: 2º
2000 - Cross country: vincitore
2001 - Cross country: 3
2004 - Cross country: 38º
2005 - Cross country: 29º
2006 - Cross country: 99º
- Campionati del mondo di mountain bike

Vail 1994 - Cross Country Juniores: vincitore
Kirchzarten 1995 - Cross Country: 2º
Cairns 1996 - Cross Country Under-23: 2º
Château-d'Œx 1997 - XC Under-23: vincitore
Mont-Sainte-Anne 1998 - XC Under-23: vincitore
Åre 1999 - Cross Country: 2º
Åre 1999 - Team Relay: 2º
Sierra Nevada 2000 - Cross Country: vincitore
Vail 2001 - Cross Country: 45º
Kaprun 2002 - Cross Country: ritirato
Lugano 2003 - Marathon: 21º
Les Gets 2004 - Cross Country: ritirato
Livigno 2005 - Cross Country: 20º
Sudafrica 2013 - Cross Country: 18º
- Campionati del mondo di ciclocross

Corva 1993 - Juniores: 3º
Koksijde 1994 - Juniores: 8º
Eschenbach 1995 - Juniores: 4º
Montreuil 1996 - Under-23: vincitore
Monaco di Baviera 1997 - Under-23: 4º
Middelfart 1998 - Under-23: 25º
Poprad 1999: 11º
- Giochi olimpici

Atlanta 1996 - Cross Country: 3º
Sydney 2000 - Cross Country: vincitore
Atene 2004 - Cross Country: ritirato

### Competizioni europee
- Campionati europei di mountain bike

Métabief 1994 - Cross-Country Juniores: vincitore
Repubblica ceca 1995 - Cross-Country: 4°
Bassano del Grappa 1996 - Cross-Country Juniores: vincitore
Silkeborg 1997 - Cross-Country Under-23: vincitore
Porto de Mós 1999 - Cross-Country: vincitore
Polonia 2004 - Cross-Country: 4°